# Limanowa
Limanowa je okresní město v Polsku v Malopolském vojvodství. Leží při ústí potoka Sowlina do řeky Łososiny (přítok Dunajce), 30 km severně od slovenských hranic, 20 km severozápadně od Nového Sadce, 50 km jihozápadně od Tarnówa, 50 km jihovýchodně od Krakova. Roku 2024 mělo město 14 430 obyvatel.

## Osobnosti
- Stefan Weinfeld (1920–1990), spisovatel, novinář
- Justyna Kowalczyková (* 1983), polská reprezentantka v běhu na lyžích
- Damien Zbozień (* 1989), fotbalista

## Partnerská města
- Dolný Kubín, Slovensko
- Kladsko, Polsko
- Mrągowo, Polsko
- Nagykallo, Maďarsko
- Niles, Illinois, USA
- Truskavec, Ukrajina
- Wathlingen, Německo